# Patrick Lussier
Patrick Lussier (n. 1964, Vancouver, British Columbia, Canada) este un scenarist și regizor canadian de filme de groază și thriller.

## Filmografie
| Regizor   | Regizor                           | Regizor             | Regizor                           |
| An        | Titlu                             | Tip                 | Note                              |
| --------- | --------------------------------- | ------------------- | --------------------------------- |
| TBA       | Play Dead                         | Film                |                                   |
| 2019      | The Purge                         | serial TV           | Episodul #18: "Before the Sirens" |
| 2019      | Trick                             | Film cinematografic |                                   |
| 2018      | În întuneric                      | serial TV           | Episodul: "Flesh & Blood"         |
| 2016      | Scream                            | serial TV           | Episodul "When a Stranger Calls"  |
| 2011      | Iadul se dezlănțuie 3D            | 3D film             | Și monteur                        |
| 2009      | Infern de Ziua Îndrăgostiților 3D | 3D film             | Și monteur                        |
| 2007      | Vocea morții 2                    | Film cinematografic | Și monteur                        |
| 2005      | Dracula III: Moștenirea           | Direct pe video     |                                   |
| 2003      | Dracula II: Înălțarea             | Direct pe video     |                                   |
| 2000      | Dracula 2000                      | Film cinematografic | Și monteur                        |
| 2000      | Profeția III                      | Direct pe video     |                                   |
| Scenarist |                                   |                     |                                   |
| An        | Titlu                             | Tip                 | Note                              |
| 2015      | Terminator Genisys                |                     | Co-scenarist, producător executiv |
| 2011      | Iadul se dezlănțuie 3D            |                     | Scris de Lussier                  |
| 2005      | Dracula III: Moștenirea           | Direct pe video     | Scris de Lussier                  |
| 2003      | Dracula II: Înălțarea             | Direct pe video     | Scris de Lussier                  |
| 2000      | Dracula 2000                      |                     | Povestire                         |

| Monteur | Monteur                                                       | Monteur   | Monteur     |
| An      | Titlu                                                         | Tip       | Note        |
| ------- | ------------------------------------------------------------- | --------- | ----------- |
| 2011    | Iadul se dezlănțuie 3D                                        |           |             |
| 2011    | Apollo 18                                                     |           |             |
| 2008    | Ochiul (The Eye)                                              |           |             |
| 2007    | Vocea morții 2                                                |           |             |
| 2005    | Blestemat                                                     |           |             |
| 2005    | Zbor de noapte                                                |           |             |
| 2003    | Amor cu fiica șefului meu (My Boss's Daughter)                |           |             |
| 2000    | Dracula 2000                                                  |           |             |
| 2000    | Scream 3                                                      |           |             |
| 1999    | Muzica inimii (Music of the Heart)                            |           |             |
| 1998    | Halloween H20: După 20 de ani (Halloween H20: 20 Years Later) |           |             |
| 1997    | Mimic                                                         |           |             |
| 1997    | Scream 2                                                      |           |             |
| 1996    | Echipa de hochei 3 (D3: The Mighty Ducks)                     |           |             |
| 1996    | Scream - Țipi... sau fugi!                                    |           |             |
| 1996    | Doctor Who                                                    | Film TV   |             |
| 1995    | Vampirul din Brooklyn                                         |           |             |
| 1994    | Scenariul ucigaș                                              |           |             |
| 1993    | Nemuritorul                                                   | serial TV | 3 episoade  |
| 1992-3  | Odiseea (The Odyssey]])                                       | serial TV | 6 episoade  |
| 1992    | Nightmare Cafe                                                | serial TV | 4 episoade  |
| 1989-91 | MacGyver                                                      | serial TV | 16 episoade |
| 1991    | Mom P.I.                                                      | serial TV | 5 episoade  |